# Risographie

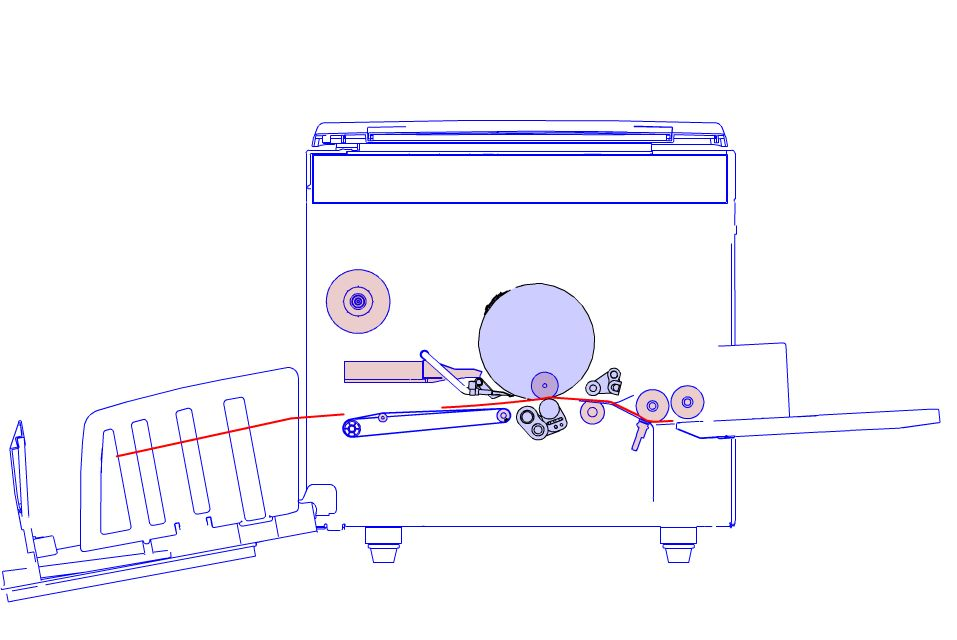
Schnitt durch einen Risographen. – Ein Blatt (rot) fällt links in die Ablage, das von rechts nachfolgende liegt an der Drucktrommel an

Die Risographie ist ein im Zylinderdruckverfahren durchgeführtes Schablonendruckverfahren nach Art der Siebdrucktechnik. Das Verfahren wurde von der japanischen Firma Riso entwickelt, woher das Verfahren seinen Namen hat. 1986 brachte die japanische Firma RISO Kagaku Corporation den ersten Risographen (kurz Riso) auf den Markt. Damals vorwiegend für die günstige und schnelle Vervielfältigung in Schulen und Behörden eingesetzt, entwickelte sich die Risographie mehr und mehr zur beliebten Drucktechnik für spezialisierte Verlage, Designer, Künstler und Illustratoren. Risographie zeichnet sich dadurch aus, dass die Farbe ohne Anwendung von Chemikalien und Hitze auf das Papier gebracht wird. Der ökologische Vorteil wird von günstigen Verbrauchskosten begleitet.

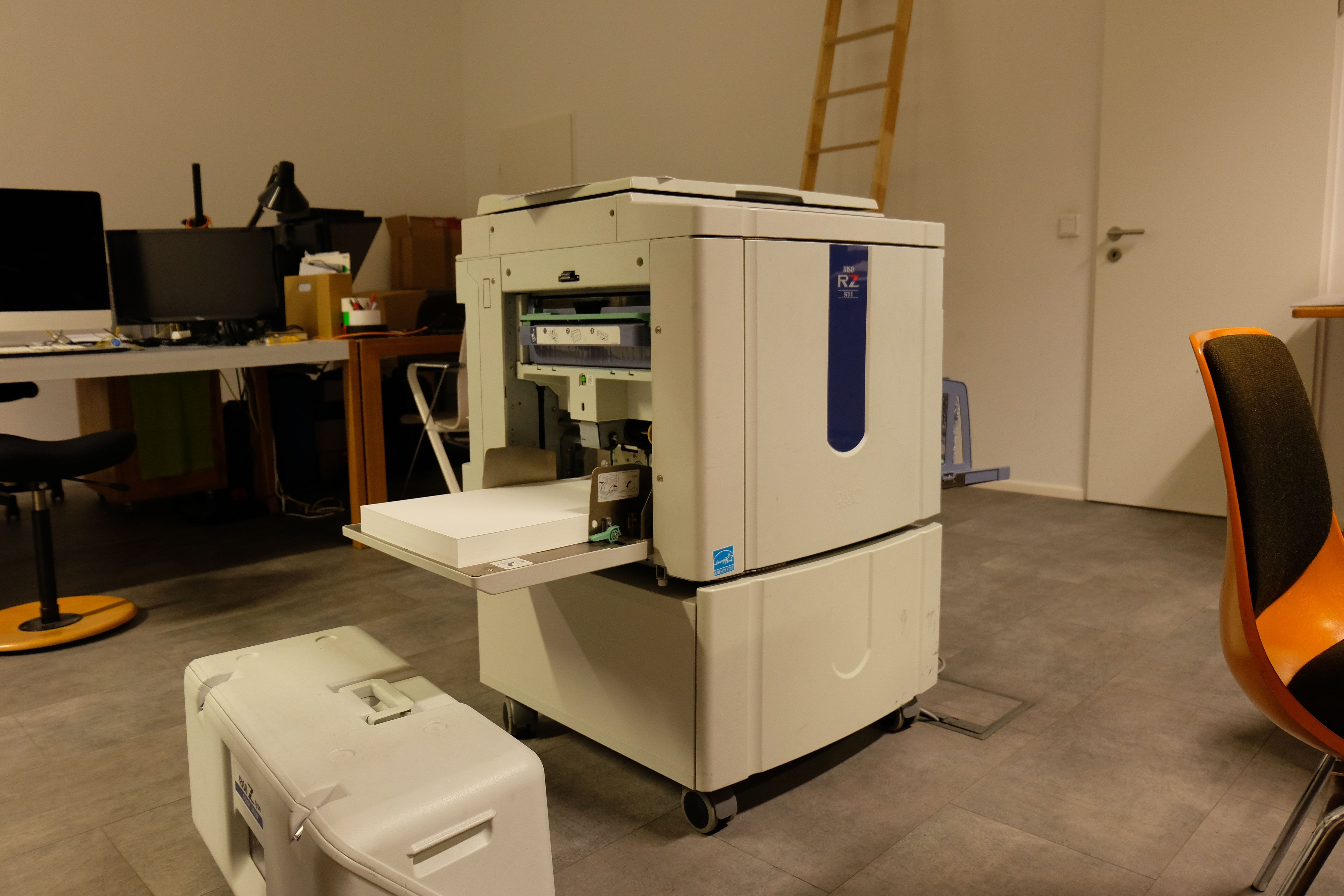
Der Riso RZ 970

Farbseparierte Graustufen-PDFs werden vom Rechner an den Risographen geschickt oder über die integrierte Scaneinheit eingelesen. Der Riso lasert für jede Farbe eine Masterfolie, welche über eine Drucktrommel mit sehr feinem Stahlsieb gespannt ist. Durch Rotation der Trommel wird die Farbe durch das Sieb und durch die gelaserte Masterfolie auf das Papier gedrückt, welches unter der Trommel durchläuft. Der Vorgang ähnelt dem Siebdruck. Die Riso-Farbpalette besteht aus rund 20 Standardfarben. Es sind Klassiker, wie Schwarz und Rot, aber auch Fluo-Pink und Fluo-Orange erhältlich. Außerdem sind Weiß, Mattgold und vieles mehr möglich.
Im Gegensatz zum Offset- oder Siebdruck können beim Risodruck auch kleine Auflagen ab zehn Stück ökonomisch sein. Der Aufwand für die Mastererstellung und die Druckeinrichtung ist überschaubar. Auch mit hohen Auflagen lässt es sich angenehm arbeiten, weil der Risograph ca. 150 Blatt pro Minute drucken kann.
Da die Farbe nur langsam trocknet, können bei der Risographie ausschließlich ungestrichene Papiere eingesetzt werden.
Üblicherweise wird schwarz oder farbig monochrom gedruckt, wobei auch Sonderfarben möglich sind. Bildrasterungen zur Erzeugung von feinen Grauwertstufen können direkt von der Vorlage per Tasteneinstellung vorgenommen werden. Risographen der neueren Generation lassen sich durch einen Computer wie ein Netzwerkdrucker direkt ansteuern; neuere Geräte erlauben auch den Zweifarbdruck in einem Druckvorgang. Neueste Riso-Geräte, die Vierfarb-Schnelldruck in einem Druckvorgang ermöglichen, basieren auf dem Tintenstrahlverfahren und arbeiten demzufolge nicht nach dem hier beschriebenen Prinzip.